# بيتار بوغدان
بيتار بوغدان (بالبلغارية: Петър Богдан)‏ هو مؤرخ وقسيس بلغاري، ولد في 1601 في Chiprovtsi ‏ في بلغاريا، وتوفي في 1674.